# Fay Wray
Vina Fay Wray (Alberta, 15 de septiembre de 1907 - Nueva York, 8 de agosto de 2004) fue una actriz canadiense que desarrolló su carrera en Estados Unidos y adquirió reconocimiento internacional por su interpretación del papel femenino principal de King Kong (1933). Se destacó principalmente como actriz en películas de terror que le valieron el apodo de «la reina del grito».
Luego de obtener breves papeles cinematográficos, ganó la atención de la prensa pública cuando fue seleccionada como una de las WAMPAS Baby Stars. Esto llevó a que Wray fuera contratada en su juventud por Paramount Pictures, con la que realizó más de una docena de películas, entre ellas La marcha nupcial (1928), su primer protagónico.
Después de abandonar la Paramount, firmó contratos con diferentes compañías cinematográficas que inicialmente la lanzaron como actriz de películas de terror; durante esa etapa, se destacaron sus participaciones en El arrabal (1933) y ¡Viva Villa! (1934), ambas protagonizadas por Wallace Beery.
Para RKO Radio Pictures, protagonizó su filme más representativo, King Kong. Tras el éxito del mismo, Wray apareció en el cine y la televisión con personajes importantes hasta su retiro definitivo como actriz en 1980. Al momento de su muerte, contaba con cerca de 100 películas filmadas, tanto mudas como sonoras.

## Biografía

### Infancia y juventud
La familia de Wray tenía orígenes mormones y era descendiente del colono William Pynchon, fundador de la ciudad de Springfield, Massachusetts. Nació en un rancho cercano a Cardston, Alberta, en Canadá, la cuarta de los seis hijos de Joseph Heber Wray (19 de diciembre de 1861-5 de mayo de 1930), proveniente de Kingston upon Hull, Yorkshire, y Elvina Marguerite Jones (24 de enero de 1870-28 de abril de 1938), originaria de Salt Lake City, Utah. Su familia regresó a Estados Unidos cuando Fay contaba con tres años para luego trasladarse a Salt Lake City en 1912, y posteriormente a Lark, Utah, en 1914. En 1919, cuando sus padres se separaron, Fay y sus hermanos retornaron con su madre a Salt Lake City debido a la epidemia de gripe extendida luego de la Primera Guerra Mundial que le costó la vida a una de las hermanas de Fay en 1918. Consecutivamente se trasladaron a California, donde Fay asistió a la Hollywood High School.

### Comienzos de su carrera
En 1923, Wray apareció en su primera película cuando debutó con apenas 16 años en un cortometraje histórico patrocinado por un periódico local. A lo largo de la década de 1920, consiguió el papel principal en la película muda La patrulla costera (1925) así como otros trabajos breves para los estudios Hal Roach, en la que permaneció seis meses —después de trabajar brevemente con los estudios Century—.
En 1926, la Asociación Occidental de Anunciantes Cinematográficas, una organización norteamericana de cine, seleccionó a Wray como una de las WAMPAS Baby Stars, un grupo de mujeres escogidas por ser las más prometedoras del panorama cinematográfico del momento. La actriz se encontraba en ese momento bajo contrato de Universal Studios, en su mayoría como coprotagonista de filmes de vaqueros de bajo presupuesto.

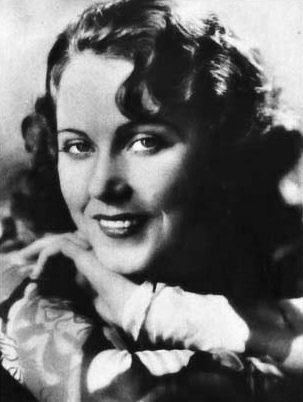
La actriz hacia 1930.

Al año siguiente firmó un contrato con Paramount Pictures para realizar una serie de películas de mediana calidad junto a Gary Cooper y Jack Holt, de las que se destaca Todo un hombre (1930). En 1928, el director Erich von Stroheim la seleccionó para encabezar el elenco femenino principal de la película La marcha nupcial, emitida por la Paramount tras un rodaje extenso y dificultoso que se destacó por su alto presupuesto y los valores de producción. Si bien fue un fracaso financiero, le dio su primer papel protagónico. El melodrama estuvo dirigido y protagonizado por von Stroheim en el rol de un príncipe vienés incapaz de elegir a la mujer que amaba —Wray en el papel de Mitzi— por una muchacha rica que podía asegurar su futuro. La actriz comentó a The Guardian en 1998: «Nunca tuve otro director tan genial como Stroheim... Su talento era una capacidad infinita por el cuidado de los detalles... Y aunque se trataba de una película muda, insistió en que los actores debían hablar líneas precisas». La actriz siempre creyó que si hubiera continuado trabajando con von Stroheim, su carrera hubiera tomado un rumbo y una calidad distintas. Se asombró con sus métodos de trabajo y llegó a estar enamorada de él pero cuando comenzó a demostrar sus sentimientos, las insinuaciones de von Stroheim la intimidaron. Permaneció en la Paramount hasta 1929 para realizar más de una docena de películas e incluso continuó trabajando durante la transición del cine mudo al sonoro.

### Películas de terror yKing Kong

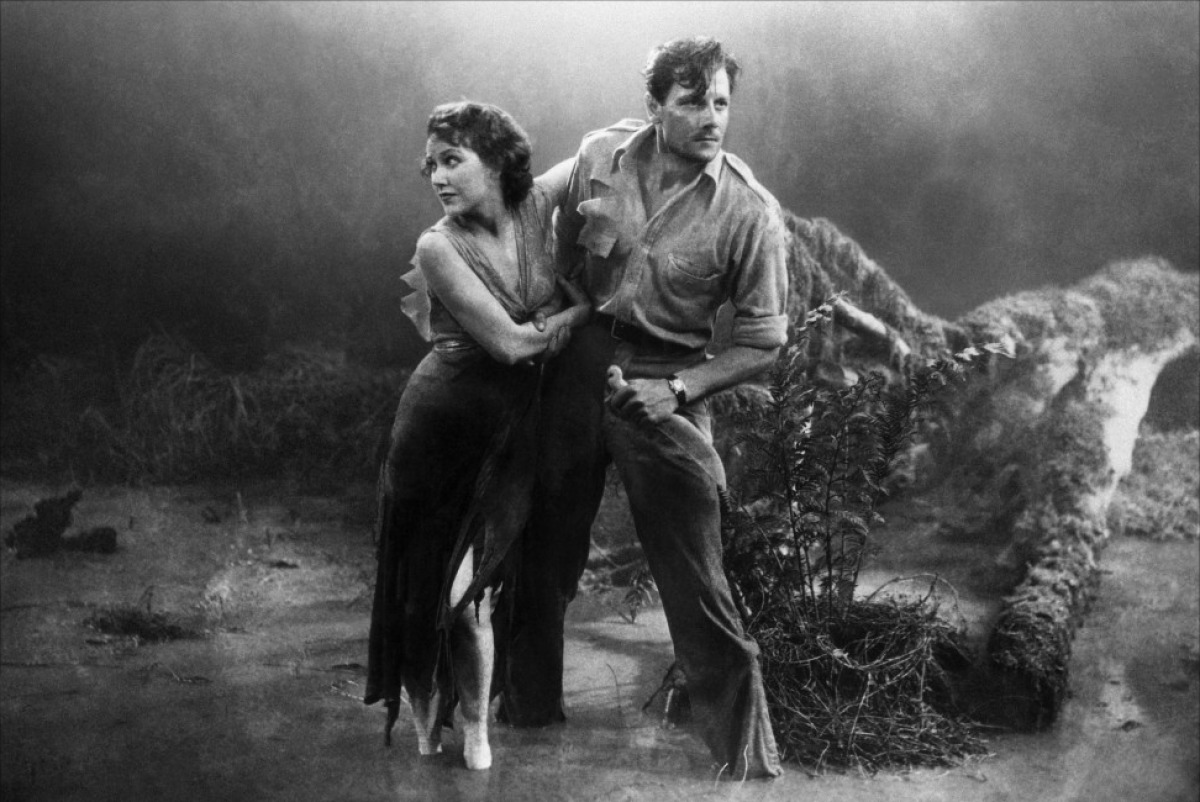
Fay Wray y Joel McCrea en El malvado Zaroff (1932).

Después de abandonar la Paramount, Wray firmó contratos con varias compañías cinematográficas. Fue bajo estos acuerdos que fue lanzada como actriz de películas de terror, como en Sombras trágicas, ¿vampiros? (1933), Doctor X (1932) o Los crímenes del museo (1933), que le valieron el apodo de «La Reina del Grito». Sin embargo, sus películas más destacadas se estrenaron cuando trabajó bajo el sello de la RKO Radio Pictures. Su primer filme para esta compañía fue El malvado Zaroff (1932), una adaptación de la historia breve de Richard Connell coprotagonizada por Joel McCrea. Las tomas —en su mayoría por la noche— fueron realizadas en los mismos sets utilizados durante el día para las secuencias de la Isla Calavera de King Kong. Wray y Robert Armstrong participaron de ambas películas.
El malvado Zaroff fue seguido por la película más memorable de Wray, King Kong, estrenada en el Radio City Music Hall y en el Roxy Theatre. De acuerdo con Wray, Jean Harlow había sido la actriz elegida inicialmente por RKO pero no estuvo disponible debido a que MGM la había puesto bajo contrato exclusivo durante la preproducción de la película. El director Merian C. Cooper le ofreció a Wray desempeñar el papel de Ann Darrow, la cautiva de King Kong, bajo un sueldo de 10 000 USD por diez semanas de trabajo. La actriz recordó cómo Cooper «me llamó a su oficina y me mostró bosquejos de una selva. Después me dijo: "Vas a trabajar con el galán más alto y oscuro de Hollywood". Bueno, yo pensé que me hablaba de Clark Gable. Sin embargo, luego me mostró el dibujo de un simio gigantesco, del tamaño del edificio del Empire State, y me dijo: "Este es tu galán"». La película fue un éxito comercial y Wray, que solo vio King Kong cuatro veces, se sintió orgullosa de que su labor salvara a RKO de la bancarrota. El filme recaudó 90 000 USD durante los primeros cuatro días, una cifra sumamente elevada si se tiene en cuenta que Estados Unidos estaba restableciéndose de la crisis de 1929 y las entradas cinematográficas costaban 15 centavos. La película permaneció ligada por siempre a la carrera de la actriz, que además fue elogiada por la crítica por su combinación de sensualidad, vulnerabilidad y capacidad para gritar. The New York Times publicó: «Imaginen a una bestia de quince metros con una chica en sus garras, escalando por el exterior del edificio Empire State, y que después de dejarla en una saliente, trate de agarrar a los aviones y que después, éstos disparen balas de sus ametralladoras al cuerpo del monstruo». Si bien la mayoría de las críticas fueron favorables, Joe Bigelow de la revista Variety afirmó que King Kong sería una buena película de aventuras si «la audiencia se acostumbrara a los movimientos mecánicos, a los desperfectos expuestos del animal y a la falsa atmósfera de la película».
En el filme Wray representó a Ann Darrow, una actriz desempleada que accede a tomar un trabajo con una empresa de cine que se dirige a filmar en una isla misteriosa. King Kong es el gigantesco simio que habita en la isla y se siente atraído por la actriz, motivo por el que la secuestra. Una vez trasladado a Nueva York, muere desde lo alto del Empire State. Sin embargo, Wray siempre fue consciente de que sería recordada por la culminación del filme en la que el simio gigante la eleva a la parte superior del edificio, la coloca suavemente sobre una cornisa, arremete con furia a los aviones de combate que lo acribillan a balazos y finalmente cae muerto desde el rascacielos de 102 pisos.

Me hubiera gustado haber tenido papeles de carácter más inusual y profundidad, y con frecuencia pensé que era demasiado mala para ello. Sin embargo, es una cosa extraña. Creo que tengo al menos una película por la que las personas se han interesado lo suficiente al punto de hacerlas sentir bien. Creo que es un tipo extraño de magia que tiene King Kong. Las personas han cambiado sus vidas a causa de este y me lo han dicho.
Fay Wray

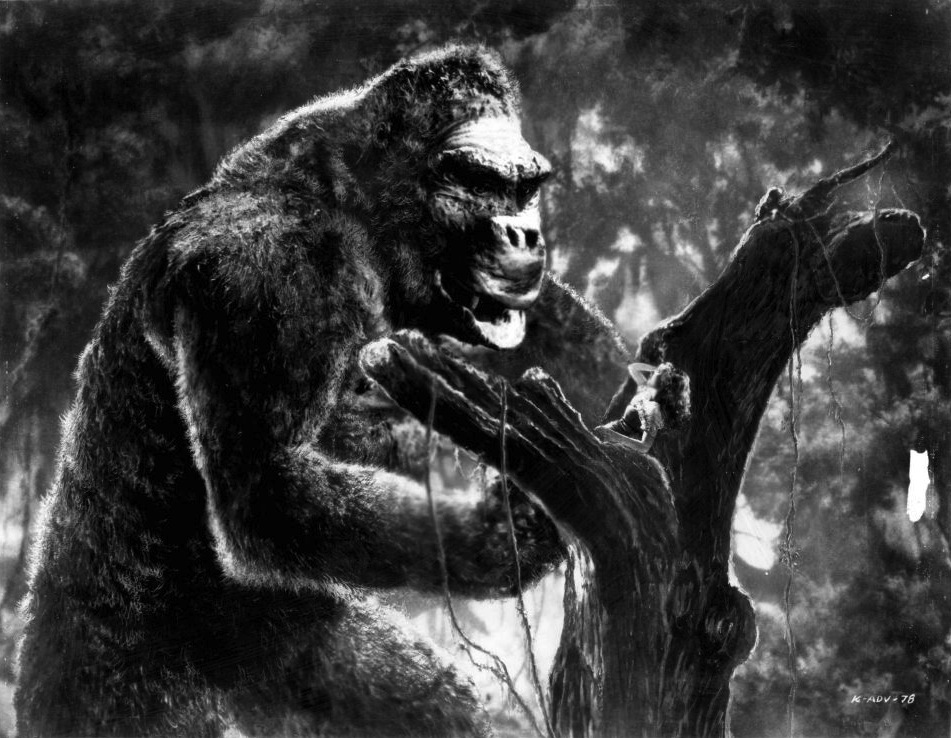
Fay Wray en una escena junto a King Kong (1933).

Wray recordó que la parte más peligrosa de la filmación de King Kong fue cuando sintió que estaba a punto de caer debido a la tendencia de la mano del gorila gigante a aflojar sus manos mientras estaba suspendida muy por encima de los sets de filmación. En esa escena le imploró al director Merian C. Cooper que la bajara al suelo para descansar unos minutos antes de ser asegurada una vez más en la mano y elevarla de nuevo. A pesar de que King Kong representaba varios metros de altura en la película, en la realidad consistía de 18 centímetros de tela, metal y caucho cuyos efectos especiales estuvieron a cargo de Willis O'Brien. La única parte del monstruo que era de tamaño natural era el brazo de seis metros de largo y la pata. Las extremidades se exhibieron durante un tiempo en el Museo de Historia Natural de Los Ángeles.
Por otro lado, Wray pasó un día entero grabando de forma adicional gritos estridentes y lastimeros que un editor insertó posteriormente en la banda sonora y que incluso, fueron utilizados para otras películas de terror. Al preguntarle cómo fue capaz de reproducir esos gritos, respondió: «Me hice creer a mí misma de que la esperanza de rescate más cercana posible estaba por lo menos a una milla de distancia».
Wray manifestó en una entrevista de 1993 que llegó a sentir que Kong «fue algo muy especial para muchos, pero también para mí. Aunque él tenía una fuerza tremenda y el poder de destruir, algún tipo de instinto le hizo apreciar lo que él veía como tan hermoso». También manifestó que la película «puede afectar a hombres de todas las edades. Recientemente, un niño de 6 años de edad, me dijo: "He estado esperando la mitad de mi vida para conocerte"». En una entrevista de 1987, Wray confesó que había recibido un guion para interpretar un pequeño papel en la remake de 1976 de King Kong, en la que Jessica Lange era la coprotagonista. El columnista Roderick Mann manifestó en el mismo año que «el King Kong original era tan extraordinario, tan lleno de imaginación y efectos especiales que nunca será igualado».

### Carrera posterior
Wray probó escribir obras teatrales en 1939 y colaboró con Sinclair Lewis en la pieza Angela is 21, que fue adaptada para cine por Universal como This Is the Life en 1944, pero su empeño apenas fue ligeramente exitoso. Lo mismo ocurrió cuando protagonizó en Broadway Nikki y The Brown Danube en 1931 o cuando apareció en Golden Wings y Mr. Big en 1941. Continuó como protagonista de varias películas aunque en la década de 1940 sus apariciones se hicieron menos frecuentes. Se retiró de la actuación en 1942 después de contraer matrimonio en segundas nupcias. Sin embargo, debido a algunos problemas económicos, continuó su carrera actoral durante las siguientes tres décadas, en las que trabajó en cine y de forma frecuente en televisión.

Las circunstancias interrumpieron mi energía, mi impulso y mi visión de mí misma... pero es así como fue y no me siento perturbada por ello.
Fay Wray

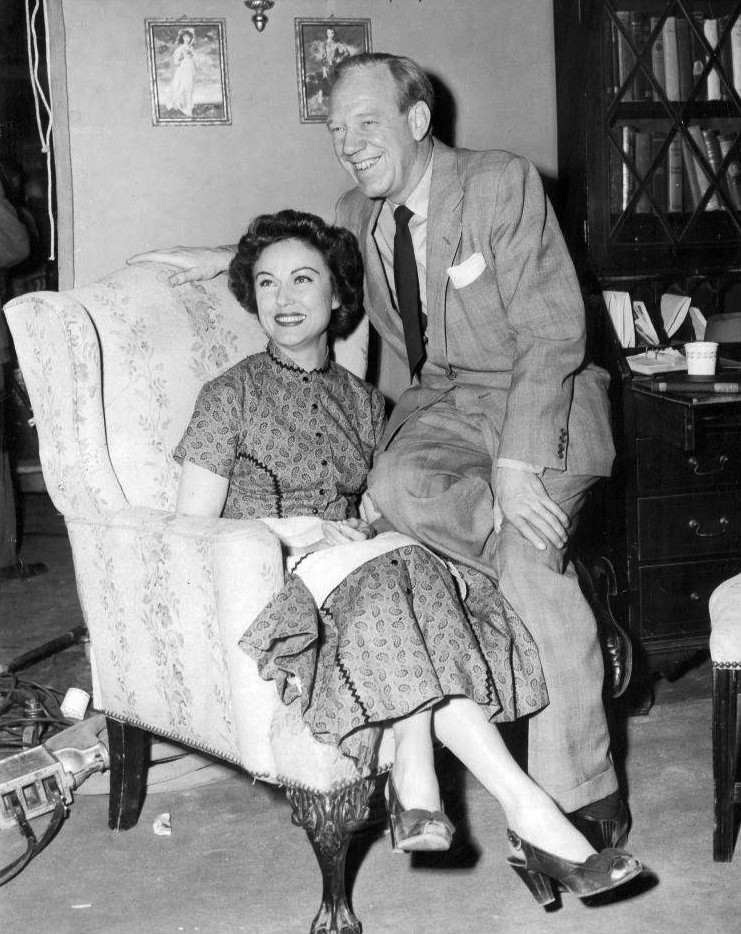
Fay Wray y Paul Hartman en el ciclo televisivo The Pride of the Family (1953).

Wray fue elegida para la sitcom producida por ABC durante 1953-54, The Pride of the Family, en el rol de Catherine Morrison. Paul Hartman recreó a su marido, Albie Morrison, mientras que Natalie Wood y Robert Hyatt interpretaron a sus hijos, Ann y Junior Morrison respectivamente. También apareció en tres episodios del drama judicial Perry Mason, el primero de los cuales, The Case Of The Prodigal Parent (episodio 1-36), salió al aire el 7 de junio de 1958. Un año después interpretó a Tula Marsh en el episodio The Second Happiest Day de la serie antológica Playhouse 90 de la CBS. En el mismo año intervino en un episodio de Alfred Hitchcock Presents titulado The Morning After.
En 1960 apareció como Clara en el episodio Who Killed Cock Robin? de la serie detectivesca de la ABC, 77 Sunset Trip. En 1963 interpretó a la señora Brubaker en el episodio You're So Smart, Why Can't You Be Good? de The Eleventh Hour, un drama médico acerca de la psiquiatría producido por NBC. Terminó su carrera como actriz en la película para televisión Gideon's Trumpet (1980) con Henry Fonda aunque siguió escribiendo obras de teatro que se produjeron en teatros regionales.
En 1989 publicó su autobiografía titulada By the Other Hand (Por otra parte, en español). Durante sus últimos años, Wray continuó realizando apariciones públicas y manteniendo una vida activa para su edad, a tal punto de que con noventa años conducía su automóvil. Fue así como el director James Cameron se acercó para ofrecerle el papel de Rose Calvert en la exitosa película Titanic (1997), con Kate Winslet en la versión joven del personaje. Sin embargo, Wray, de entonces 90 años, rechazó el papel que la hubiera hecho conocida por el público más joven alegando que «hubiera sido una experiencia tortuosa». El rol fue otorgado a Gloria Stuart, tres años menor que Wray. Titanic obtuvo once premios Óscar y posteriormente Stuart diría que era una de las pocas que «estaba disponible, no era alcohólica, reumática, ni se estaba desmoronando». Wray fue invitada especial en la entrega 70.ª de los premios de la Academia, donde el presentador del show, Billy Crystal, la anunció como «la belleza que cautivó a la bestia». Fue la única actriz de Hollywood de los años 1920 en estar presente esa noche. En enero de 2003, con 95 años, Wray asistió al Festival Internacional de Cine de Palm Beach para alentar al documental de Rick McKay en el que había participado, Broadway: The Golden Age, por el que fue galardonada con un premio «Legend in Film». Durante su etapa final también visitó el edificio Empire State con frecuencia, una vez como invitada de honor en el 60.º aniversario de la construcción en 1991 y otra en mayo de 2004, menos de tres meses antes de su muerte. La actriz escribió en sus memorias: «De otro lado, cada vez que llego a Nueva York y veo el perfil citadino y la exquisita silueta del Empire State, mi corazón late con mayor rapidez. En realidad, me gusta esa sensación». Su última aparición pública ocurrió en junio de 2004 durante una celebración en el restaurante Sardi en la ciudad de Nueva York después del estreno del filme documental en el que había participado.

### Muerte

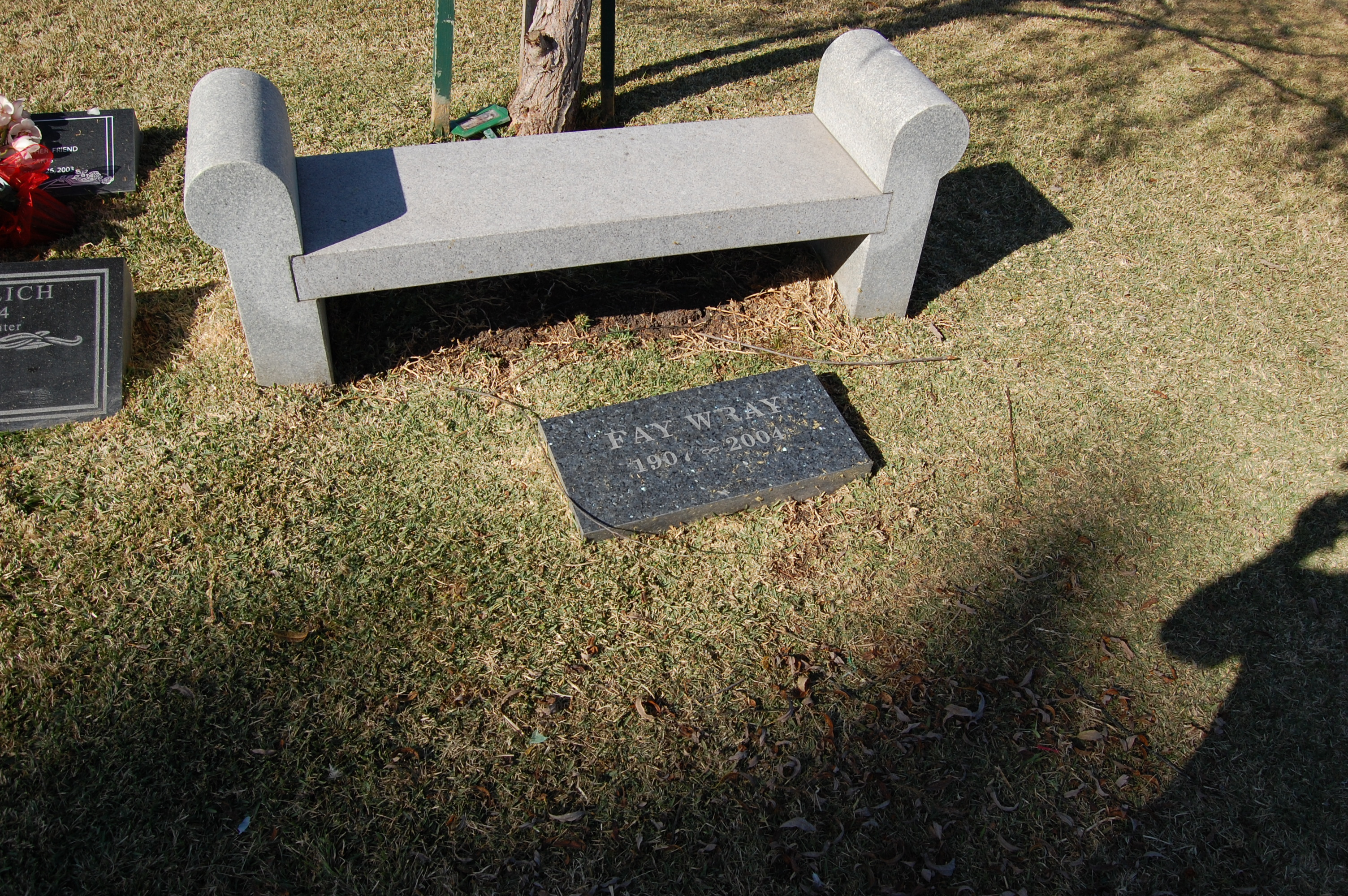
Tumba de Fay Wray en el Hollywood Forever Cemetery.

En 2004, el director Peter Jackson le ofreció hacer un pequeño cameo en la remake de King Kong de 2005. Wray se reunió con Naomi Watts, que iba a interpretar el papel de Ann Darrow, y declinó cortésmente la propuesta. Sin embargo alentó a Watts susurrándole: «Ann Darrow está en buenas manos». Antes de que la filmación comenzara, Wray falleció de causas naturales mientras dormía el 8 de agosto de 2004 en su apartamento de la Quinta Avenida de Manhattan a los 96 años. Su amigo Rick McKay dijo que «se desvaneció silenciosamente como si fuese a dormir». Sus restos fueron inhumados en el Hollywood Forever Cemetery en California.
Dos días después de su muerte, las luces del Empire State fueron apagadas durante 15 minutos en su memoria.

### Vida personal
Wray se casó tres veces, con los escritores John Monk Saunders (22 de noviembre de 1897-11 de marzo de 1940) y Robert Riskin (30 de marzo de 1897-20 de septiembre de 1955), y el neurocirujano Sanford Rothenberg (28 de enero de 1919-4 de enero de 1991). Tuvo tres hijos con sus dos primeros matrimonios: Susan Saunders (n. 1936), Robert Riskin Jr. (n. 1943, fue propietario de la tienda de guitarras McCabe) y Victoria Riskin (n. 1946, expresidenta del Writers Guild of America, West). También mantuvo un largo romance con Clifford Odets y fue cortejada por Sinclair Lewis.
Su primer esposo, John M. Saunders, fue guionista de las películas Alas y La escuadrilla de la aurora. Permaneció casada con él desde 1928 a 1939 y confesó que «tenía esta cuestión en su vida de vivir peligrosamente y morir joven». Saunders era mujeriego, alcohólico y drogadicto. Wray se divorció luego de que le inyectara drogas mientras dormía. Finalmente Saunders vendió su casa y sus muebles, guardó el dinero y desapareció por un tiempo con la pequeña hija de ambos, Susan, que fue recuperada más tarde por Wray en un hotel neoyorquino. Durante los once años que permanecieron casados, cada uno ganó medio millón USD pero nada quedó de ellos. Saunders se ahorcó en 1940 luego de un período de enfermedad.
Su segundo marido, Robert Riskin, con el que estuvo casada desde 1942 a 1955, escribió las comedias de Frank Capra Sucedió una noche y El secreto de vivir. En 1950, Riskin padeció una seria apoplejía y debió ser internado en un asilo, período en el que Wray lo acompañó hasta su muerte cinco años después.
Durante su estadía en California, cuando Wray contaba con 14 años, estuvo acompañada durante un breve lapso por el novio de una de sus hermanas, el fotógrafo William Mortensen (27 de enero de 1897-12 de agosto de 1965), quien le confesó su amor y le manifestó que tenía sentimientos firmes por ella que no había experimentado nunca con su hermana. En una ocasión Mortensen tomó fotografías artísticas de Wray en la playa y estas llegaron a la madre de Fay, Elvina, que llegó enfurecida a California para exigir una explicación. Uno de los hermanos de Wray, Joseph, fue internado en un sanatorio debido a un trastorno mental pero se escapó y se suicidó arrojándose a las vías del tranvía en Stockton, California, el 4 de junio de 1928. Sus otros hermanos fueron Victor, Richard, Vaida y Willow.
Wray se convirtió en ciudadana naturalizada de Estados Unidos a principios de la década de 1930. En su autobiografía, By the Other Hand (1989), confesó que simpatizaba con el Partido Republicano.

## Honores

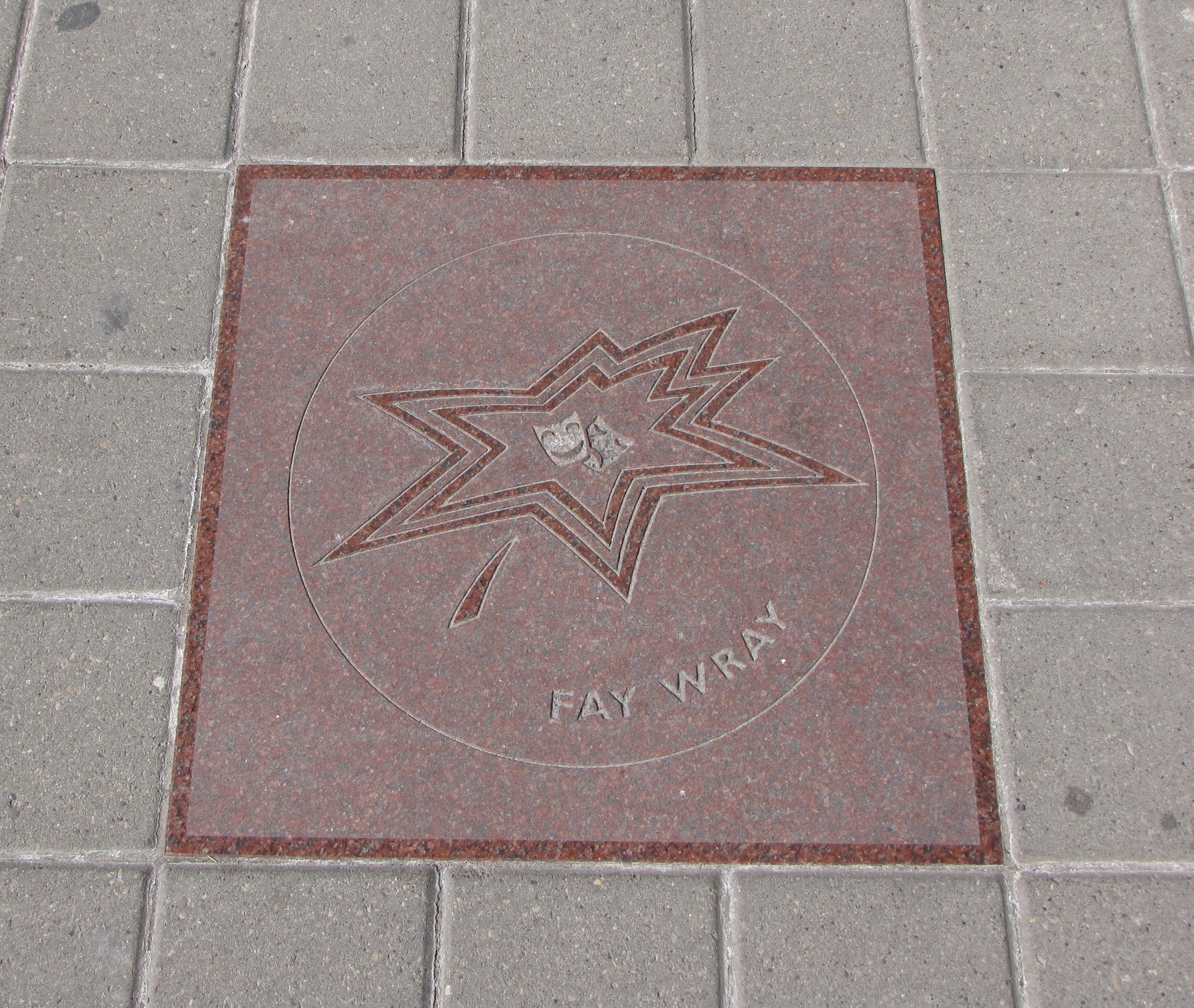
Estrella de Wray en el Paseo de la Fama del Canadá.

La Academia de Cine de Ciencia Ficción, Fantasía y Terror le otorgó un premio especial a Wray en 1975. En 1989, recibió el premio «Women in Film Crystal» y fue honrada con el «Legend in Film» entregado en 2003 durante el Festival Internacional de Cine de Palm Beach. Por su contribución a la industria cinematográfica, Wray fue homenajeada con una estrella en el Paseo de la Fama de Hollywood en el 6349 de Hollywood Boulevard en 1960. También, recibió una estrella póstuma en el Paseo de la Fama de Canadá en Toronto el 5 de junio de 2005 y se inauguró un pequeño parque con su nombre cerca de Lees Creek en Cardston, Alberta, su ciudad natal. Un pequeño cartel en el borde del parque sobre la calle principal tiene una silueta de King Kong que recuerda su papel en esa película. En mayo de 2006, Wray fue uno de los cuatro primeros artistas en ser honrados con un sello de correos en Canadá. Por otra parte, el cantante Jimmy Ray hizo mención a Wray en la canción «Are You Jimmy Ray» de 1998.

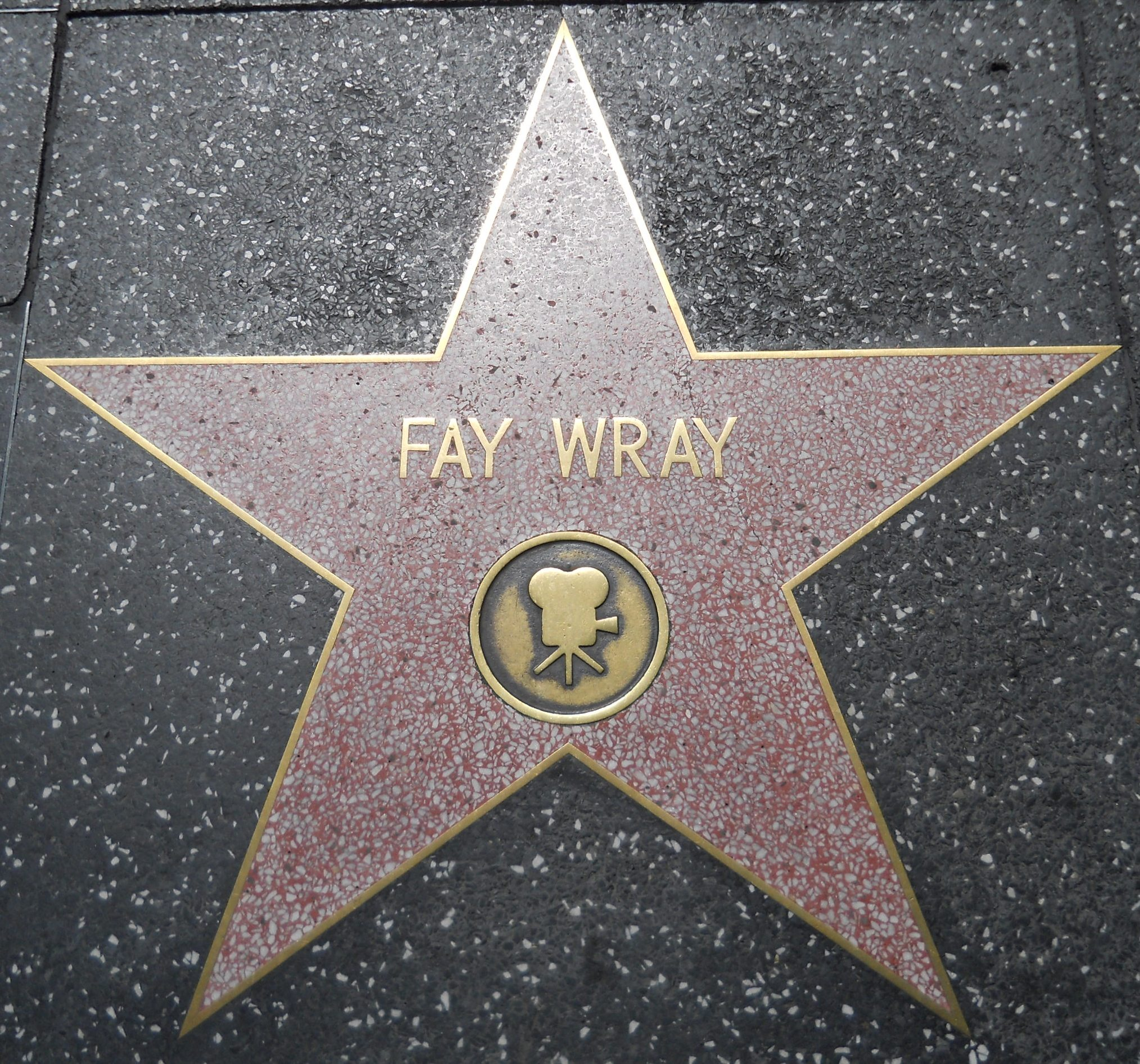
Estrella de Wray en el Paseo de la Fama de Hollywood.

El escritor Anthony Slide escribió en su libro Silent Players que Wray «era seleccionada por los cineastas porque era competente, cumplidora y, sobre todo, inteligente. Comprendió la importancia de King Kong en su carrera pero era feliz hablando de otras películas».

## Filmografía destacada
| - Tammy, la muchacha salvaje (1957) - Delito de pasión (1957) - La abeja reina (1955) - Una chica de pueblo (1953) - ¡Viva Villa! (1934) - La mujer más rica del mundo (1934) - El burlador de Florencia (The Affairs of Cellini), de Gregory La Cava (1934) - King Kong (1933) | - La mujer preferida (1933) - Los crímenes del museo (1933) - El arrabal (1933) - Doctor X (1932) - El malvado Zaroff (1932) - Dirigible (1931) - Todo un hombre (1930) - Thunderbolt (1929) - La marcha nupcial (1928) |

Además de las 100 películas mudas y sonoras que conforman su filmografía, Wray también realizó una serie de apariciones en televisión, desde 1953 a 1965, para luego retornar en 1980 por última vez. Intervino principalmente en dramas, series antológicas y comedias tales como The Pride of the Family, Playhouse 90, Alfred Hitchcock Presents o Studio 57. También, formó parte de las exitosas Perry Mason y Wagon Train.